# Nati nel 1905/Settembre
| Questa pagina contiene informazioni ricavate automaticamente dalle voci biografiche con l'ausilio del template Bio e di un bot. L'aggiornamento è periodico e automatico e ricostruisce completamente la pagina. Se manca una persona in questa lista, sei pregato di non aggiungerla, ma accertati piuttosto che la sua voce biografica contenga il template Bio e che i dati anagrafici siano correttamente compilati. Se il template Bio manca, inseriscilo tu stesso o, in alternativa, metti l'avviso {{tmp\|Bio}} che ne segnala la mancanza. Se i dati riportati sono sbagliati, correggi direttamente la voce biografica; le modifiche saranno visibili in questa lista entro pochi giorni. Per chiarimenti vedi il progetto biografie. La lista contiene solo le 122 persone che sono citate nell'enciclopedia e per le quali è stato implementato correttamente il template Bio. Pagina aggiornata al 2 ago 2025. |

- 1º settembre - Corrado Annicelli, attore italiano († 1984)
- 1º settembre - Athos Goidanich, entomologo italiano († 1987)
- 1º settembre - Elvera Sanchez, ballerina statunitense († 2000)
- 2 settembre - Thomas Bamford, calciatore gallese († 1967)
- 2 settembre - Erminio Bullio, imprenditore italiano († 1985)
- 2 settembre - Marcel Galey, calciatore francese († 1991)
- 2 settembre - Gastone Innocenti, calciatore italiano († 1969)
- 2 settembre - Lois Roden, religiosa statunitense († 1986)
- 3 settembre - Carl David Anderson, fisico statunitense († 1991)
- 3 settembre - Jimmy Dunne, allenatore di calcio e calciatore irlandese († 1949)
- 3 settembre - Wilhelm Kamlah, filosofo tedesco († 1976)
- 3 settembre - Eric Larson, animatore statunitense († 1988)
- 3 settembre - Nechama Leibowitz, biblista israeliana († 1997)
- 3 settembre - Henri Péclet, cestista svizzero
- 3 settembre - Bruno Pittermann, politico e insegnante austriaco († 1983)
- 3 settembre - Raphael J. Sevilla, regista, sceneggiatore e produttore cinematografico messicano († 1976)
- 3 settembre - John Shelley, politico statunitense († 1974)
- 4 settembre - Pietro Balestreri, calciatore italiano
- 4 settembre - Francesco Berna, politico italiano
- 4 settembre - Mary Renault, scrittrice britannica († 1983)
- 4 settembre - Cesare Civita, editore italiano († 2005)
- 4 settembre - Meade Lux Lewis, pianista e compositore statunitense († 1964)
- 4 settembre - Ikio Sawamura, attore giapponese († 1975)
- 4 settembre - Walter Zapp, inventore e imprenditore lettone († 2003)
- 5 settembre - Arthur Koestler, scrittore, giornalista e saggista ungherese († 1983)
- 6 settembre - Alfred Burger, chimico austriaco († 2000)
- 6 settembre - Walther Müller, fisico tedesco († 1979)
- 6 settembre - Christopher Joseph Weldon, vescovo cattolico statunitense († 1982)
- 7 settembre - Claudie Clèves, attrice e sceneggiatrice francese († 1996)
- 7 settembre - Eskil Lundahl, nuotatore svedese († 1992)
- 7 settembre - Arturo Maghizzano, attore teatrale italiano († 1970)
- 7 settembre - Nardo Pajella, scultore e pittore italiano († 1968)
- 7 settembre - Dino Torreggiani, presbitero italiano († 1983)
- 8 settembre - John Emrys Lloyd, schermidore britannico († 1987)
- 8 settembre - Angelo Bertino Poli, scrittore italiano († 1980)
- 8 settembre - Henry Wilcoxon, attore dominicense († 1984)
- 8 settembre - Stefano Zaino, partigiano italiano († 1985)
- 9 settembre - Sergio Bettini, storico dell'arte italiano († 1986)
- 9 settembre - Renata Marchionni Zanchi, politica italiana († 1982)
- 10 settembre - Ibrahim Biçakçiu, politico albanese († 1977)
- 10 settembre - William Clemens, regista e montatore statunitense († 1980)
- 11 settembre - Rafael Adame, compositore, chitarrista e violoncellista messicano († 1963)
- 12 settembre - Ali Amini, politico e diplomatico iraniano († 1992)
- 12 settembre - Ciriaco Del Pozzo, politico e medico italiano († 1967)
- 12 settembre - Helmut Körnig, velocista tedesco († 1973)
- 12 settembre - Émile Lachapelle, canottiere svizzero († 1988)
- 12 settembre - Roger de Vilmorin, botanico e genetista francese († 1980)
- 13 settembre - Hans Jakob Polotsky, egittologo, linguista e orientalista israeliano († 1991)
- 13 settembre - Léon Sultan, attivista marocchino († 1945)
- 14 settembre - Arkadjij Nikolaevič Kol'catyj, regista sovietico († 1995)
- 14 settembre - Petronella van Randwijk, ginnasta olandese († 1978)
- 15 settembre - Emil Lohbeck, cestista tedesco († 1944)
- 15 settembre - Bernardo Mattarella, politico italiano († 1971)
- 15 settembre - Pat O'Callaghan, martellista irlandese († 1991)
- 16 settembre - Gösta Dunker, allenatore di calcio e calciatore svedese († 1973)
- 16 settembre - Adnan Kapau Gani, politico indonesiano († 1968)
- 16 settembre - Vladimír Holan, poeta ceco († 1980)
- 16 settembre - Tino Scotti, attore e comico italiano († 1984)
- 17 settembre - Raúl Fernández Robert, cestista messicano († 1982)
- 17 settembre - Hans Freudenthal, matematico tedesco († 1990)
- 17 settembre - Carlo Rovida, ciclista su strada italiano († 1968)
- 17 settembre - Helen Vinson, attrice statunitense († 1999)
- 18 settembre - Eddie "Rochester" Anderson, attore statunitense († 1977)
- 18 settembre - Greta Garbo, attrice svedese († 1990)
- 18 settembre - Guido Gonella, giornalista e politico italiano († 1982)
- 18 settembre - Agnes de Mille, ballerina e coreografa statunitense († 1993)
- 19 settembre - Rino Genovese, attore italiano († 1967)
- 19 settembre - Akilles Järvinen, multiplista e ostacolista finlandese († 1943)
- 19 settembre - Pahor Labib, egittologo egiziano († 1994)
- 19 settembre - Renato Righetti, scultore e pittore italiano († 1982)
- 20 settembre - Leland Benham, attore statunitense († 1976)
- 20 settembre - Carlo Bonacina, pittore e incisore italiano († 2001)
- 20 settembre - Walter Dick, calciatore scozzese († 1989)
- 20 settembre - Walter Grabmann, generale tedesco († 1992)
- 20 settembre - Federico Nitti, medico, farmacologo e antifascista italiano († 1947)
- 20 settembre - Fritz Schmitt, alpinista, scrittore e editore tedesco († 1986)
- 20 settembre - Luciano Vezzani, calciatore italiano († 1992)
- 21 settembre - Bjarne Klavestad, calciatore norvegese († 1930)
- 21 settembre - David Mangnall, allenatore di calcio e calciatore inglese († 1962)
- 21 settembre - Raffaele Resta, giurista e politico italiano († 1973)
- 21 settembre - Isa Quensel, attrice, soprano e regista teatrale svedese († 1981)
- 22 settembre - Muriel Box, sceneggiatrice e regista britannica († 1991)
- 22 settembre - Eugen Sänger, ingegnere aeronautico austriaco († 1964)
- 22 settembre - Maria Vierdag, nuotatrice olandese († 2005)
- 22 settembre - Fritz Winter, pittore tedesco († 1976)
- 23 settembre - Boris Balinsky, biologo e entomologo ucraino († 1997)
- 23 settembre - Atilio Bernasconi, calciatore argentino († 1971)
- 23 settembre - Tiny Bradshaw, direttore d'orchestra statunitense († 1958)
- 24 settembre - Severo Ochoa, biochimico spagnolo († 1993)
- 24 settembre - Gerardo Rivas, calciatore paraguaiano
- 25 settembre - Aurelio Ramón González, calciatore e allenatore di calcio paraguaiano († 1997)
- 25 settembre - Erich Herker, hockeista su ghiaccio tedesco († 1990)
- 25 settembre - Harriet Hoctor, ballerina e coreografa statunitense († 1977)
- 25 settembre - Mao Zetan, politico e rivoluzionario cinese († 1935)
- 25 settembre - Eileen O'Shaughnessy, inglese († 1945)
- 25 settembre - Giovanni Turba, velocista e mezzofondista italiano († 1994)
- 26 settembre - Jean Assollant, militare e aviatore francese († 1942)
- 26 settembre - Max Bulla, ciclista su strada austriaco († 1990)
- 26 settembre - Angelo Farina, allenatore di calcio, calciatore e dirigente sportivo italiano († 1994)
- 26 settembre - Emilio Navarro, giocatore di baseball portoricano († 2011)
- 26 settembre - Karl Rappan, calciatore e allenatore di calcio austriaco († 1995)
- 27 settembre - Edoardo Avalle, calciatore italiano († 1999)
- 27 settembre - Ernst Baier, pattinatore artistico su ghiaccio tedesco († 2001)
- 27 settembre - Alfred Hamerlinck, ciclista su strada, pistard e ciclocrossista belga († 1993)
- 27 settembre - Konrad Heidkamp, calciatore tedesco († 1994)
- 27 settembre - Jiří Jesenský, schermidore cecoslovacco († 1942)
- 27 settembre - Vjekoslav Kaleb, scrittore croato († 1996)
- 28 settembre - Cesare Butti, allenatore di calcio e calciatore italiano († 1994)
- 28 settembre - Edwin Colbert, paleontologo statunitense († 2001)
- 28 settembre - L. Mendel Rivers, politico statunitense († 1970)
- 28 settembre - Max Schmeling, pugile e attore tedesco († 2005)
- 29 settembre - Mahmoud Mokhtar El-Tetsh, calciatore egiziano († 1965)
- 29 settembre - Guglielmo Gatti, archeologo italiano († 1981)
- 29 settembre - Fidel LaBarba, pugile statunitense († 1981)
- 29 settembre - Giulio Rossi, calciatore italiano
- 29 settembre - Alberts Vaters, calciatore lettone († 1928)
- 30 settembre - Savitri Devi, scrittrice e poetessa greca († 1982)
- 30 settembre - Pasquale Ermini, pilota automobilistico e imprenditore italiano († 1958)
- 30 settembre - Mikko Husu, fondista finlandese († 1977)
- 30 settembre - Nevill Francis Mott, fisico inglese († 1996)
- 30 settembre - Bobby Pearce, canottiere australiano († 1976)
- 30 settembre - Michael Powell, regista e sceneggiatore inglese († 1990)